# Engyprosopon filipennis
Engyprosopon filipennis är en fiskart som beskrevs av Wu och Tang, 1935. Engyprosopon filipennis ingår i släktet Engyprosopon och familjen tungevarsfiskar. Inga underarter finns listade i Catalogue of Life.